# مليكة حشيد
مليكة حشيد (ولدت في مارس 1954) هي عالمة آثار ومؤرخة جزائرية، اشتهرت بأبحاثها حول فن الكهوف في الجزائر وعملها على عصور ما قبل التاريخ لدى الأمازيغ. كانت مديرة المركز الوطني للبحوث ما قبل التاريخ والأنثروبولوجيا والتاريخ (CNRPAH).

## سيرة
وُلِدت في الجزائر في مارس 1954. في عام 1974، انتقلت إلى آكس أون بروفانس لدراسة علم الآثار ما قبل التاريخ. وفي عام 1982، عادت إلى الجزائر وبدأت العمل كمديرة أبحاث في المركز الوطني للبحوث ما قبل التاريخ والأنثروبولوجيا والتاريخ (CNRPAH). في عام 1987، أصبحت مديرة للمنتزه الثقافي الوطني طاسيلي ناجر. كانت عضوًا مؤسسًا ونائبة رئيس مؤسسة سوناطراك-طاسيلي.
يستكشف بحثها التاريخ المبكر للشعب الأمازيغي، فضلاً عن فن الكهوف ما قبل التاريخ الموجود في الجزائر. على وجه الخصوص، درست فن الكهف الذي "اكتشفه" هنري لوت في طاسيلي ناجر، بالإضافة إلى العلاقة بين لوت ومعلمه الأب برويل. في عام 1998، تمكنت من تأكيد أن عددًا من الأعمال الفنية التي استند إليها لوت في تفسيراته المثيرة للجدل للموقع كانت مزيفة، وقد أنشأت بواسطة أعضاء فرنسيين من فريقه الخاص. بعد نشر كتابها على الموقع، كشف عن المزيد من التزويرات لها من قبل أعضاء الفريق. وكانت صريحةً أيضًا بشأن الضرر الذي لا يمكن إصلاحه الذي ألحقه لوت وفريقه بالفن، من خلال تبليل الأعمال من أجل تصويرها، مما أدى إلى انخفاض كبير في حيوية الألوان. وقد حددت بعض الشخصيات على أنها من أصل متوسطي وأفريقي أسود. في عملها عن التاريخ البدائي للأمازيغ، زعمت أن حضارتين، القبصية والمشتاني، اندمجتا لتشكيل الأمازيغ الأوائل منذ 10-11 ألف عام. وتعتقد أن الهوية الأمازيغية تشكلت في شمال إفريقيا.

## المنشورات
- El-Hadjra el-Mektouba. Les pierres écrites de l'Atlas saharien (1992).[8]
- Le Tassili des Ajjer. Aux sources de l'Afrique 50 siècles avant les pyramides (1998).[9]
- Les Premiers Berbères entre Méditerranée, Tassili et Nil, ed. Edisud (2001).[10]